# しらたか (ミサイル艇)
しらたか（ローマ字：JS Shirataka, PG-829）は、海上自衛隊のミサイル艇。はやぶさ型ミサイル艇の6番艇。艇名は「白鷹」に由来する。水雷艇「白鷹」、敷設艦（急設網艦）「白鷹」に次いで日本の艦艇としては3代目である。
本記事は、本艇の艦暦について主に取り扱っているため、性能や装備等の概要についてははやぶさ型ミサイル艇を参照されたい。

## 艦歴
「しらたか」は、平成13年度計画ミサイル艇829号艇として、三菱重工業下関造船所で2002年10月4日に起工され、2003年8月8日に進水、2004年3月24日に就役し、佐世保地方隊隷下の佐世保警備隊第3ミサイル艇隊に編入された。
2009年4月14日から4月27日、長崎県平戸沖漁船転覆事故による行方不明者捜索に参加。
2015年8月29日午後9時半頃、中露合同軍事演習「海上連合2015（Ⅱ）」を終えて上対馬北東65kmを南西に航行するソブレメンヌイⅡ級ミサイル駆逐艦「泰州」と玉亭Ⅱ級揚陸艦「雲霧山」を発見、監視した。その後対馬海峡を南下して東シナ海に入っている。
2016年8月16日午後7時頃、上対馬北西15kmを北北東に航行する江凱Ⅱ型フリゲート「荊州」、「揚州」、福池型補給艦「千島湖」を発見、監視した。その後対馬海峡を北上している。
同年8月20日、上対馬南東50kmを航行する江凱Ⅱ型フリゲート「衡水」、旅洋Ⅱ型ミサイル駆逐艦「西安」、福池型補給艦「高郵湖」を発見、監視した。その後対馬海峡を南下した。
同年8月25日午後8時頃、上対馬東50kmを航行する江凱Ⅱ型フリゲート「荊州」、「揚州」、福池型補給艦「千島湖」を発見、監視した。その後対馬海峡を南下して東シナ海に入っている。
同年10月20日、上対馬北東100kmを南南西に航行するウダロイ級ミサイル駆逐艦「アドミラル・トリブツ」、ソブレメンヌイ級ミサイル駆逐艦「ビストリイ」、ボリス・チリキン級補給艦「ボリス・ブトマ」、イングル級曳船「アラタウ」を発見、監視した。その後対馬海峡を南下して日本海から東シナ海に入っている。
2017年1月12日午後6時頃、下対馬南西200kmを北に航行するウダロイ級ミサイル駆逐艦「アドミラル・トリブツ」、ボリス・チリキン級補給艦「ボリス・ブトマ」を発見、監視した。
2018年12月11日、鹿児島南方海空域において海上保安庁と不審船対処に係る共同訓練を実施した。海保からは巡視船「とから」、巡視船「かいもん」及び巡視船「たかちほ」が参加した。
2021年5月11日から17日にかけて護衛艦「いせ」、「あしがら」、「あさひ」、「こんごう」、輸送艦「おおすみ」、ミサイル艇「おおたか」、哨戒機、潜水艦とともに東シナ海において日米豪仏共同訓練（ARC21）に参加する。米海軍からはドック型輸送揚陸艦「ニューオリンズ」、豪海軍からはフリゲート「パラマッタ」、仏海軍からは強襲揚陸艦「トネール」、フリゲート「シュルクーフ」が参加し、防空訓練、対潜訓練、着上陸訓練を実施する。
同年7月4日14時頃、沖縄本島の南東約150 kmの海域を北西進するロシア海軍のスラバ級ミサイル巡洋艦1隻、ウダロイI級駆逐艦2隻、ステレグシチー級フリゲート3隻、マルシャル・ネデリン級ミサイル観測支援艦1隻の、合計7隻で編成された艦隊を発見した。その後、当該艦隊が沖縄本島と宮古島の間の海域を北上した後、対馬海峡を北東進して日本海に出たことを確認するまでの間、海上自衛隊第2掃海隊「ひらしま」、第46掃海隊「ししじま」、第1航空群所属のP-1哨戒機、第5航空群所属のP-3C哨戒機と共に所要の情報収集・警戒監視を行った。
同年12月29日15時頃、海上自衛隊は、対馬の北北東約430kmの海域において、同海域を南西進するロシア海軍スラバ級ミサイル巡洋艦、ウダロイⅠ級駆逐艦及びボリス・チリキン級補給艦の合計3隻を確認した。その後、これらの艦艇が対馬海峡を南西進し、東シナ海へ向けて航行したことを確認するまでの間、護衛艦「あさひ」、第4航空群所属P-1哨戒機と共同し、所要の情報収集・警戒監視を行った。
2022年4月19日9時頃、海上自衛隊は男女群島の西約80kmの海域において、同海域を北東進するロシア海軍ウダロイⅠ級駆逐艦1隻、アルタイ改級補給艦1隻、スリヴァ級救難えい船1隻及び民間船舶3隻の計6隻を確認した。その後、当該艦艇等が対馬海峡を北上し、日本海へ向けて航行したことを確認するまでの間、第4航空群所属P-1哨戒機と共に、情報収集・警戒監視を行った。なお、ウダロイⅠ級駆逐艦は、4月24日に対馬の北東海域でミサイル艇「おおたか」と第4航空群所属P-1哨戒機に確認され、その後、対馬海峡を南西進したものと同一であった。
2023年11月29日、屋久島沖米軍オスプレイ墜落事故に伴い自主派遣。墜落から約2時間20分後の17時1分に佐世保基地を出港。翌11月30日の深夜0時31分に現着し、以後、同じく自主派遣された艦艇や自衛隊部隊、海上保安庁などと共に12月1日まで捜索救難活動に従事した。

## ギャラリー

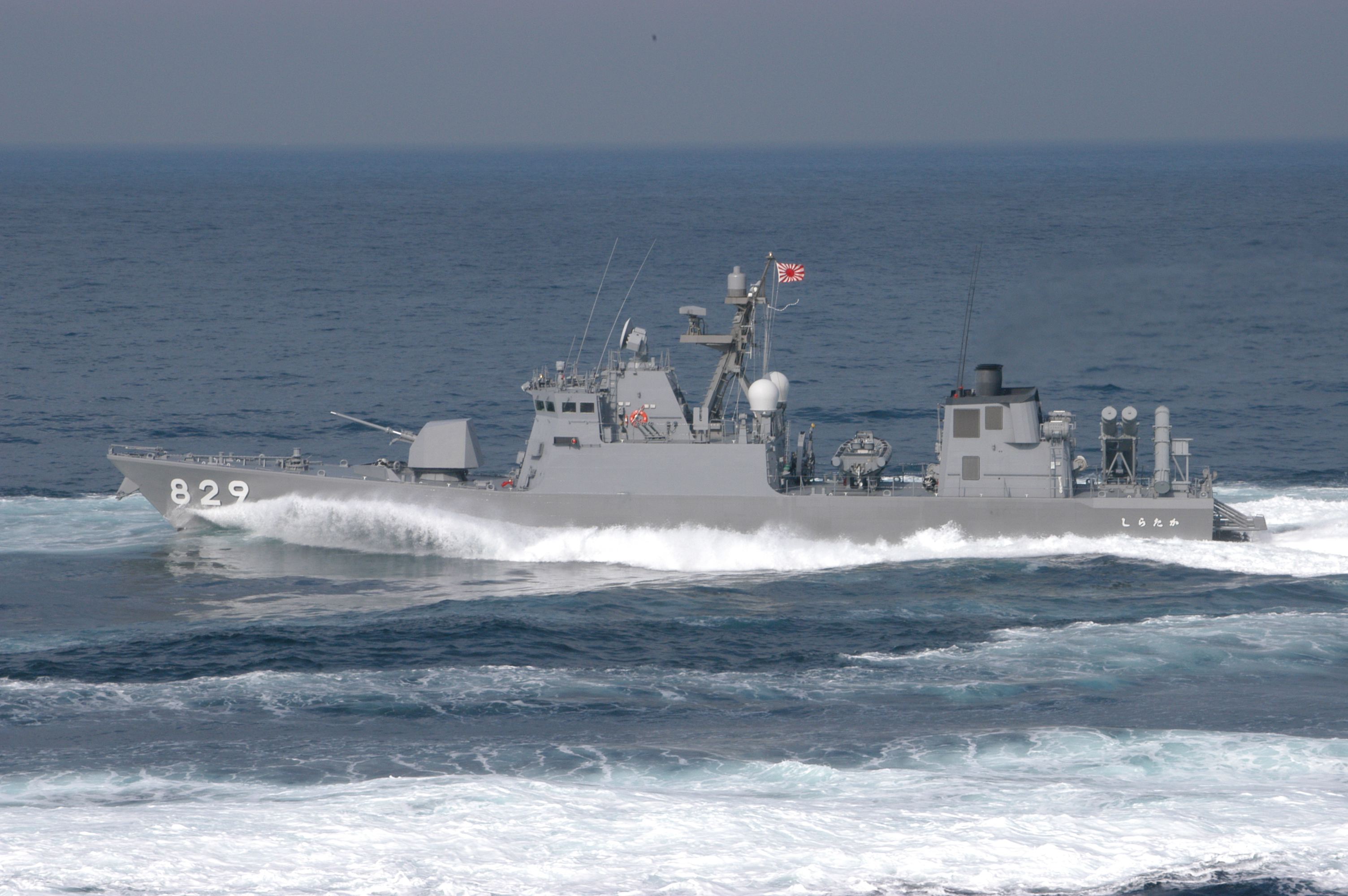
高速航行
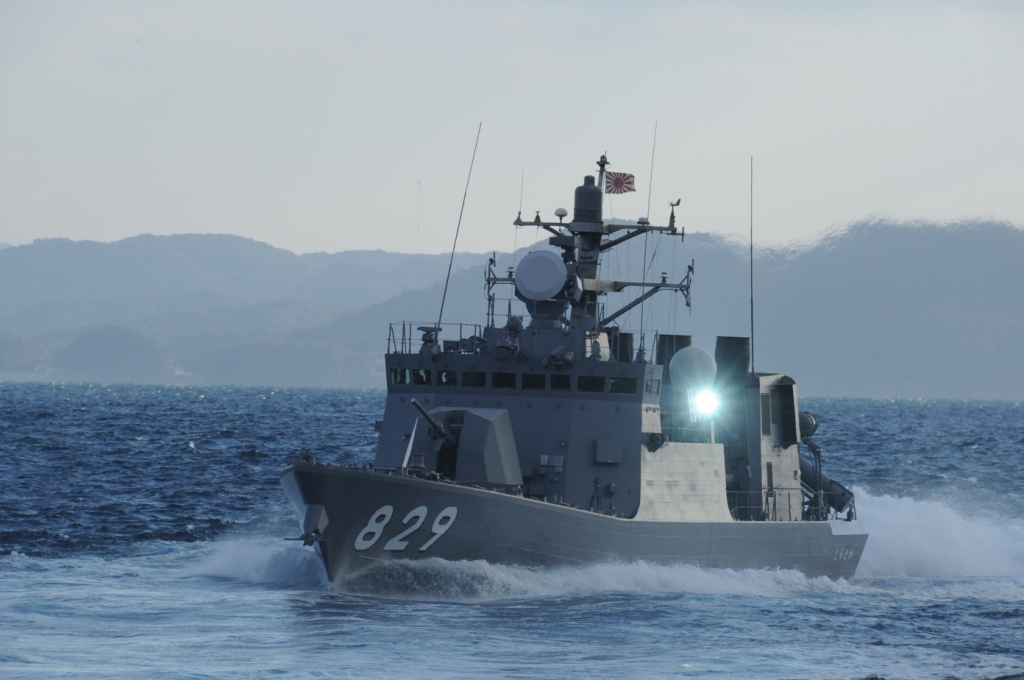
発光信号